# Zé Luiz do Império
José Luiz Costa Ferreira (Rio de Janeiro, 10 de junho de 1944), mais conhecido pelo pseudônimo Zé Luiz do Império, é um compositor e cantor brasileiro. Em 1984 lançou seu primeiro CD pela Moinhos Produções.